# (374) Burgundia
(374) Burgundia – planetoida z grupy pasa głównego asteroid okrążająca Słońce w ciągu 4 lat i 233 dni w średniej odległości 2,78 j.a. Została odkryta 18 września 1893 roku w Observatoire de Nice w Nicei przez Auguste Charloisa. Nazwa planetoidy pochodzi od Burgundii, krainy historycznej w centralnej Francji. Przed jej nadaniem planetoida nosiła oznaczenie tymczasowe (374) 1893 AK.